# Avventore, Ottavio e Solutore
I santi Avventore, Ottavio e Solutore sono ritenuti i primi martiri di Torino, appartenenti alla leggendaria legione tebea e martirizzati nel III secolo. Nel capoluogo piemontese, dove sono particolarmente venerati, è loro dedicata la chiesa dei Santi Martiri, che ne custodisce le reliquie fin dal 1584. La memoria liturgica è fissata al 20 novembre nel Martirologio Romano, nell'anniversario della morte, mentre l'arcidiocesi di Torino celebra la loro memoria al 20 gennaio, anniversario della traslazione delle reliquie.
A parlare di questi martiri fu il primo vescovo di Torino san Massimo.

## Reliquie
Uccisi nella regione di Torino i corpi furono recuperati dalla matrona cristiana Giuliana e seppelliti nei pressi di Torino. Sui sepolcri venne costruita una prima "cellula oratoria", cioè una cappellina che venne ampliata in basilica con un atrio dal vescovo Vittore, attivo a Torino verso la fine del secolo V.
Più tardi il vescovo Gezone rinnovò tale basilica e la incorporò in un monastero benedettino intitolato a san Solutore e che ebbe come primo abate un certo Romano, cui successe san Goslino (o Goselino). Quando i Francesi ordinarono la demolizione del monastero nel 1536, i corpi dei tre martiri vennero trasferiti al santuario della Consolata e finalmente, nel 1575, fu innalzata la chiesa dei Santi Martiri, che ne ospita ancor oggi le reliquie.